# Tony Rovira
Antonio „Tony“ Rovira (* um 1910; † unbekannt) war ein französischer Jazzmusiker (Kontrabass, Songwriter).

## Leben und Wirken
Tony Rovira, der ab den frühen 1930er-Jahren in der Pariser Jazzszene tätig war, ersetzte 1935 Louis Vola bei Aufnahmen mit Stéphane Grappelli für Decca („I’ve Found a New Baby“). 1938 spielte er bei Fletcher Allen und Pierre Allier, 1940 bei Arthur Briggs und im Dezember 1940 bei Aufnahmen für Swing im Quintette du Hot Club de France, in dem er Francis Luca ersetzte („Swing 41“). Die Einspielungen der Musiker um Grappelli und Django Reinhardt wurden dann auch unter dem Namen der beteiligten Alix Combelle und Christian Wagner veröffentlicht. 1941/42 arbeitete er außerdem mit Aimé Barelli, Alix Combelle, Hubert Rostaing, Charles Trenet, Michel Warlop, Guy Paquinet, Pierre Allier, Jacques Pills, Alex Renard und Dany Kane, 1943/44 mit Rostaing, Noël Chiboust und Jerry Mengos Jazz de Paris. Im Bereich des Jazz war er zwischen 1935 und 1944 an 44 Aufnahmesessions beteiligt.
In späteren Jahren betätigte er sich auch als Songwriter; u. a. schrieb er „Olé Chamaco“ für Pépé Luiz y su Orquesta Hispana.